# Kotzebue Sound

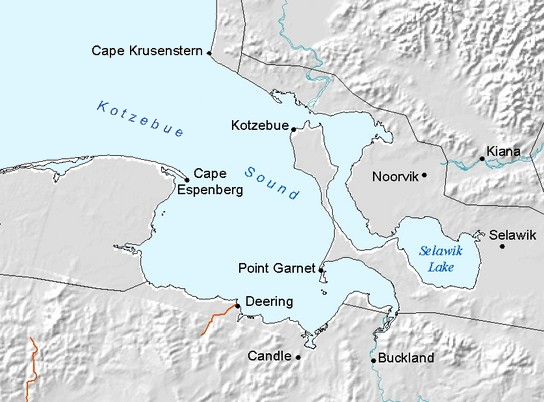
Mappa di Kotzebue Sound

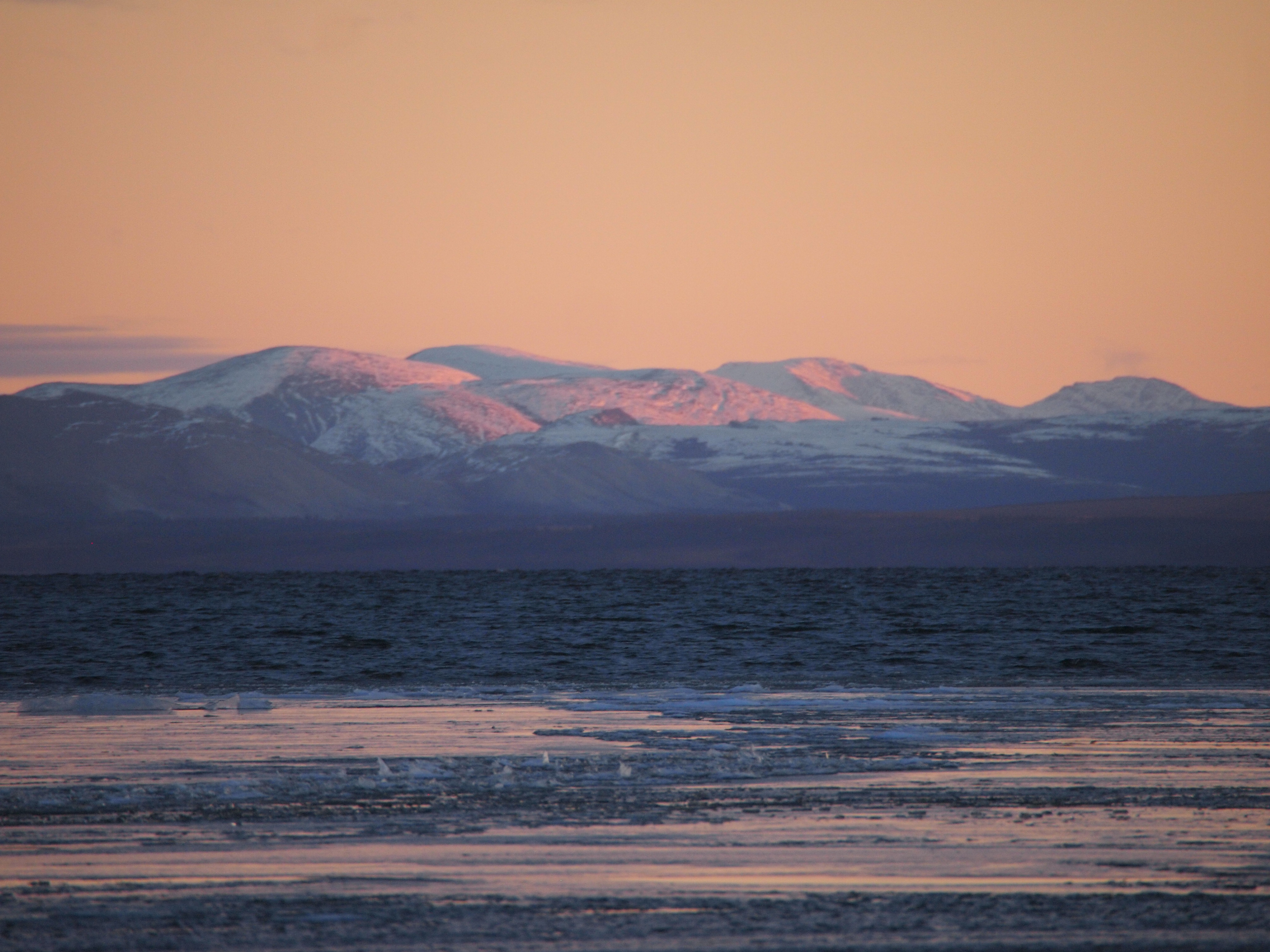
Kotzebue Sound visto da Capo Krusenstern

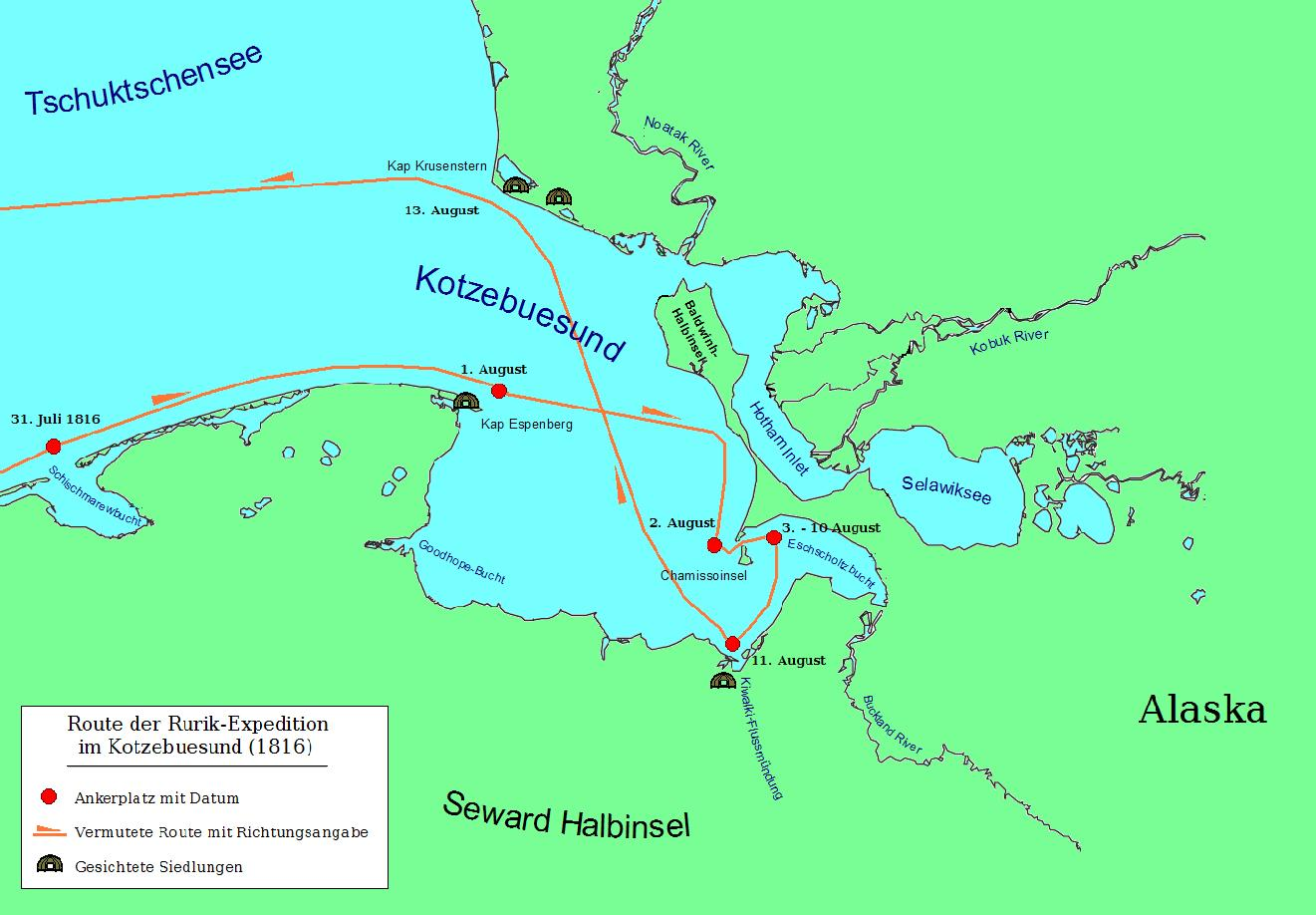
Percorso della spedizione Rurick che esplorò il Kotzebue Sound nel 1816

Kotzebue Sound è una baia del Mare dei Ciukci sulla costa occidentale dell'Alaska a nord della Penisola di Seward. Si estende da Capo Krusenstern a nord, a Capo Espenberg a sud. L'insenatura si sviluppa per una lunghezza di circa 130 km con una larghezza che passa da circa 60 km nel punto di ingresso, a circa 100 km nella parte finale.
All'interno del Kotzebue Sound si aprono delle ulteriori insenature: l'Hotham Inlet sul lato est e la Eschscholtz Bay sul lat sud-est. Il Kotzebue Sound e l'Hotham Inlet sono separati fra loro dalla lunga e stretta penisola di Baldwin. In fondo all'Hotham Inlet si apre il lago di Selawik separato da questo da uno stretto canale. All'imboccatura della baia di Eschscholtz si trovano la piccola Isola di Chamisso e l'isolotto di Puffin. Le isole sono entrambe disabitate ed ospitano una riserva naturale.
Nel Kotzebue Sound fluiscono vari fiumi: il Noatak, il Kobuk ed il Selawik, sfociano nell'Hotham Inlet.
La città più importante che si affaccia sul Kotzebue Sound è Kotzebue, capoluogo del Borough di Northwest Arctic, che si trova sulla punta settentrionale della penisola di Baldwin. Località minori sono Deering e Kiwalik (abbandonata), che si trovano sulla riva sud della baia (Penisola di Seward).
Il Kotzebue Sound deve il suo nome al capitano di marina tedesco Otto von Kotzebue che lo esplorò nel 1816 nell'ambito della spedizione Rurik che aveva il compito di esplorare il passaggio a nord-ovest per conto dell'imperatore di Russia Alessandro I.